# ニコルソン・ベイカー
ニコルソン・ベイカー（Nicholson Baker、1957年1月7日 - ）は現代アメリカ合衆国の小説家、ノンフィクション作家である。小説家としては、登場人物や語り手の「意識の流れ」をきわめて微視的に描く。また、のぞきや暗殺計画といった挑発的な主題を扱うことも多い。
日本では岸本佐知子が多く翻訳を手がけている。

## 経歴
1957年にニューヨーク州で生まれ、ロチェスターで育つ。イーストマン音楽学校およびハヴァフォード大学に学ぶ。現在はメイン州に住む。2001年、ノンフィクション作品「Double Fold: Libraries and the Assault on Paper」で全米批評家協会賞を受賞した。
不要になった紙媒体メディアを図書館が破棄していることへの強い批判者としても知られる。「ザ・ニューヨーカー」誌にてサンフランシスコ公共図書館が大量の本やカード目録、古新聞などを処分したことを幾たびも強く非難している。1999年には特定非営利活動法人の米国新聞保管所を設立し、図書館から古くなった新聞を引き受けて保存している。

## 作品

### フィクション
- 中二階（The Mezzanine、1988、白水社、白水Uブックス、岸本佐知子訳、1994）
- 室温（Room Temperature、1990、白水社、岸本佐知子訳、2000）
- もしもし（Vox、1992、白水社、岸本佐知子訳、1993）
- フェルマータ（The Fermata、1994、白水社、岸本佐知子訳、1995）
- ノリーのおわらない物語（The Everlasting Story of Nory、1998、白水社、岸本佐知子訳、2004）
- ひと箱のマッチ（A Box of Matches、2003、近代文藝社、パリジェン聖絵訳、2012）
- Checkpoint（2004）
- The Anthologist（2009）
- House of Holes: A Book of Raunch（2011）
- traveling sprinkler(2013)

### ノンフィクション
- U＆I（U and I: A True Story 、1991、白水社、有好宏文訳、2018）
- The Size of Thoughts: Essays and Other Lumber（1996）
- Double Fold: Libraries and the Assault on Paper（2001）
- Human Smoke: The Beginnings of World War II, the End of Civilization（2008）
- The Way the World Works: Essays（2012）
- Substitute: Going to School with a Thousand Kids（2016）